# Ragnar Lundberg
Ragnar Torsten Lundberg (22 settembre 1924 – Kalmar, 10 luglio 2011) è stato un astista e ostacolista svedese.

## Palmarès
- Giochi olimpici

Helsinki 1952: bronzo nel salto con l'asta.
- Europei

Bruxelles 1950: oro nel salto con l'asta, argento nei 110 metri ostacoli.
Berna 1954: argento nel salto con l'asta.